# Sevendust
 Denne artikel bør gennemlæses af en person med fagkendskab for at sikre den faglige korrekthed.

Sevendust er et amerikansk rock band.

## Medlemmer
- Lajon Witherspoon – vokal
- John Connolly – guitar
- Clint Lowery – guitar og kor
- Vince Hornsby – basguitar
- Morgan Rose – trommer

## Diskografi
Studio albums
- 1997 – Sevendust
- 1999 – Home
- 2001 – Animosity
- 2003 – Seasons
- 2005 – Next
- 2007 – Alpha
- 2008 – Chapter VII: Hope & Sorrow
- 2010 – Cold Day Memory
- 2013 – Black Out the Sun
- 2015 – Kill the Flaw
- 2018 – All I See Is War
- 2020 – Blood & Stone